# Educadora FM (Uberlândia)
Educadora FM é uma emissora de rádio brasileira sediada em Uberlândia, município do estado de Minas Gerais. Opera no dial FM, na frequência 90.9 MHz, e é administrada pela Rede Mineira de Rádio e Televisão (Grupo Paranaíba), grupo que controla a TV Paranaíba e a Paranaíba FM. No ar desde 1950, a emissora funcionava no dial AM até 13 de março de 2017, com a estreia da nova emissora e o fim da afiliação com a Jovem Pan News. Dan Rocha é o diretor artístico da emissora, que também conta com Marcelo Bonan como coordenador artístico, direção de jornalismo de Rogério Silva e direção de Marketing de Dione Borges.

## História
A Rádio Educadora FM 90,9 surgiu do processo de migração para a frequência modulada da então Educadora AM 780 Khz. O processo de migração começou no ano de 2013, a partir do Decreto presidencial da então presidente Dilma Rousseff. A emissora, que iniciou seu funcionamento nos anos 1950, focava em músicas e programas jornalísticos populares. Foi afiliada da Jovem Pan News até a conclusão do processo de migração, em 2017
Em outubro de 2019, melhorou sua potência de transmissão, passando de Classe B1 para A4, atingindo mais municípios no triangulo mineiro, 

## Programas
- Manhã Educadora
- Jornal Educadora
- Painel Educadora
- Educadora By Night
- 90 Minutos
- Sob Medida
- Timeline

Ao longo de todo o dia, a emissora veicula boletins informativos ao vivo, com notícias de Uberlândia, do Brasil e do mundo com os últimos fatos dos cenários político, econômico, cultural e esportivo. Traz ainda atualizações locais de clima, trânsito, aeroporto, entre outros assuntos que interessam a audiência. Os boletins jornalísticos são feitos por jornalistas da redação.